# منزل غلاميان رياب
منزل غلاميان رياب (بالفارسية: خانه غلامیان ریاب) هو منزل تاريخي يعود إلى عصر القاجاريون، ويقع في مقاطعة غناباد.